# Rue Sainte-Anne (Toulouse)
Pour les articles homonymes, voir Rue Sainte-Anne.
La rue Sainte-Anne (en occitan : carrièra de Santa Anna) est une voie de Toulouse, chef-lieu de la région Occitanie, dans le Midi de la France.
La rue suit approximativement le tracé du passage qui traversait, depuis le Moyen Âge, le quartier des chanoines de la cathédrale Saint-Étienne. Il longeait alors, du sud au nord, les maisons de ces chanoines, l'église Saint-Jacques, les bâtiments qui entouraient le cloître de Saint-Étienne – le plus grand du Midi de la France –, le chevet de la cathédrale et la prévôté du chapitre. Entre 1799, date de la destruction du cloître, et 1862, date de la démolition de la prévôté, tout ce quartier disparaît. Entre 1925 et 1926, la démolition de l'îlot des Cloches, qui a fait place au square du Cardinal-Jules-Saliège, au nord de la rue Sainte-Anne, a fini de le faire disparaître. Seule la cour qui borde la chapelle Sainte-Anne, l'hôtel de Lamothe-Trilhe et sa remise témoignent encore de ce passé. La rue est aujourd'hui bordée d'immeubles construits principalement au XIXe siècle ou aux siècles suivants.

## Situation et accès

### Description
La rue Sainte-Anne est une voie publique. Elle se situe dans le quartier Saint-Étienne.
Elle naît perpendiculairement à la rue Saint-Jacques, au carrefour de la place du même nom. Longue de 291 mètres, elle est orientée au nord. La première partie de la rue, longue de 228 mètres, rencontre la rue Bertrand-de-l'Isle, dans l'axe du chevet de la cathédrale Saint-Étienne. La rue oblique ensuite au nord-est, longeant le square du Cardinal-Jules-Saliège que traverse l'allée du Colonel-Arnaud-Beltrame-et-du-Père-Jacques-Hamel. Enfin, après avoir reçu la rue Riguepels, la rue Sainte-Anne se termine au croisement de la rue de Metz. Elle est prolongée au nord par la rue du Rempart-Saint-Étienne.
La chaussée compte une voie de circulation automobile en sens unique, de la rue Riguepels vers la rue Saint-Jacques. Elle appartient à une zone de rencontre et la vitesse y est limitée à 20 km/h. Il n'existe pas de bande, ni de piste cyclable, quoiqu'elle soit à double-sens cyclable.

### Voies rencontrées
La rue Sainte-Anne rencontre les voies suivantes, dans l'ordre des numéros croissants (« g » indique que la rue se situe à gauche, « d » à droite) :
1. Rue Saint-Jacques (g)
2. Place Saint-Jacques (d)
3. Rue Bertrand-de-l'Isle (d)
4. Allée du Colonel-Arnaud-Beltrame-et-du-Père-Jacques-Hamel - accès piéton (g)
5. Rue Riguepels (g)
6. Rue de Metz

## Odonymie

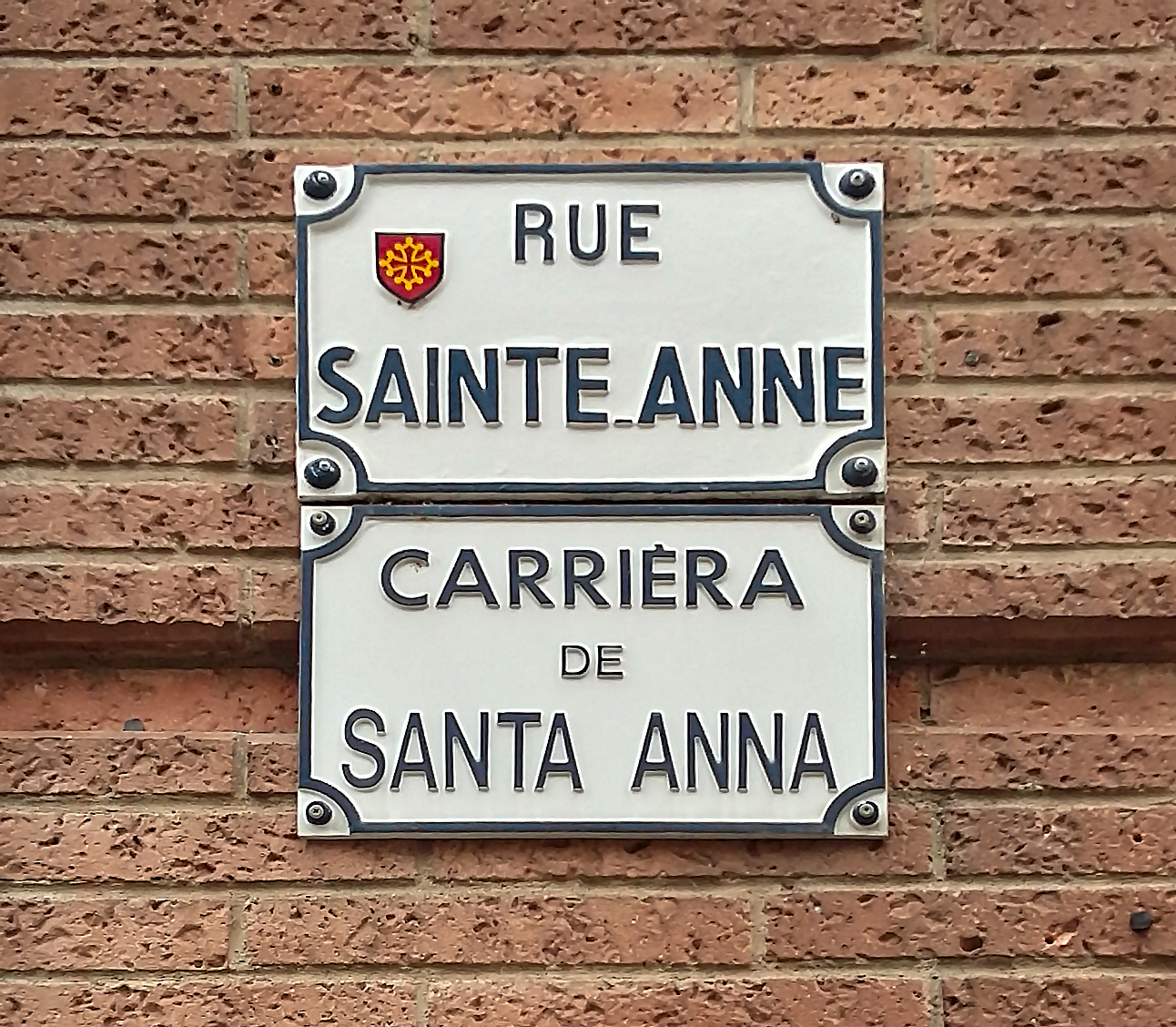
Plaques de rue en français et en occitan.

L'église Sainte-Anne tient son nom de la chapelle Sainte-Anne, construite à l'emplacement de l'ancienne église Saint-Jacques, qui avait dû être démolie en 1812 pour permettre le percement de la rue Sainte-Anne l'année suivante. La chapelle Sainte-Anne est aujourd'hui intégrée aux bâtiments de la préfecture de Haute-Garonne,.
Au Moyen Âge, il n'existait qu'une impasse, partant de la rue Saint-Jacques, qui desservait le sud du quartier canonial de la cathédrale Saint-Étienne. Elle longeait d'ailleurs l'église Saint-Jacques et le cloître Saint-Étienne. C'est pourquoi elle porta plusieurs noms, toujours en rapport avec ce voisinage : rue de la Cour-Saint-Étienne (début du XIIIe siècle), rue des Chanoines-de-Saint-Étienne (fin du XVe siècle), ou plus simplement rue de la Chanoinie (milieu du XIVe siècle). Au XVIIIe siècle, elle devint finalement la rue du Cloître-Saint-Étienne. En 1794, pendant la Révolution française, son nom fut changé en rue la Palme, mais il ne subsista pas, et en 1813 les travaux permettaient d'ouvrir la nouvelle rue Sainte-Anne,.

## Histoire

### Antiquité
Si l'orientation nord-sud de l'actuelle rue Sainte-Anne correspond approximativement à une des voies romaines de la Toulouse antique, celle-ci passe plus à l'ouest, sous le sol du bâtiment de la préfecture (actuelle rue Saint-Jacques-no 1 rue Sainte-Anne). Elle se trouve par ailleurs à proximité du rempart qui entoure la ville depuis le Ier siècle et passe au milieu du moulon entre les rues Sainte-Anne et Alexandre-Bida. Cette voie monumentale est tracée et aménagée dans le 2e quart du Ier siècle. Large d'environ 12 mètres, elle permet de desservir un quartier aménagé et occupé dès le Ier siècle, qui bénéficie d'équipements en particulier de l'eau du coteau de Guilheméry, apportée par un aqueduc.
Un grand temple a été identifié en bordure de la voie romaine, approximativement sur le sol de la chapelle Sainte-Anne (actuel no 15) et jusqu'au milieu de la cour de l'immeuble du no 18. Des fragments de colonnes de marbres de couleur et des blocs de marbre blanc ont été découverts en 1811, lors de la démolition de l'église Saint-Jacques, et un fragment a été découvert lors de fouilles en 1992 au no 18. Les colonnes supportaient des chapiteaux corinthiens. Un autel de calcaire, trouvé en 1862 près du chevet de la cathédrale Saint-Étienne, sous un immeuble de la rue Sainte-Anne (actuel no 26) est à rapprocher de ce temple romain .
Il est ensuite probable que le temple romain ait été réutilisé comme sanctuaire chrétien. À la même époque, le tracé de la voie romaine commence à s'effacer, à cause des constructions et des maisons qui empiètent sur son sol. Le groupe épiscopal, autour d'une église cathédrale, semble s'être développé vers la fin du IVe siècle. Il est peut-être complété par une autre église, à l'emplacement de l'actuelle chapelle Sainte-Anne : il est donc possible qu'il ait existé un groupe cathédral double, constitué autour de deux églises, séparées par un espace libre (actuelle cour Sainte-Anne), où se trouverait alors un baptistère, comme le suggère la découverte d'un mur circulaire, orné de mosaïques à fond d'or en 1991.

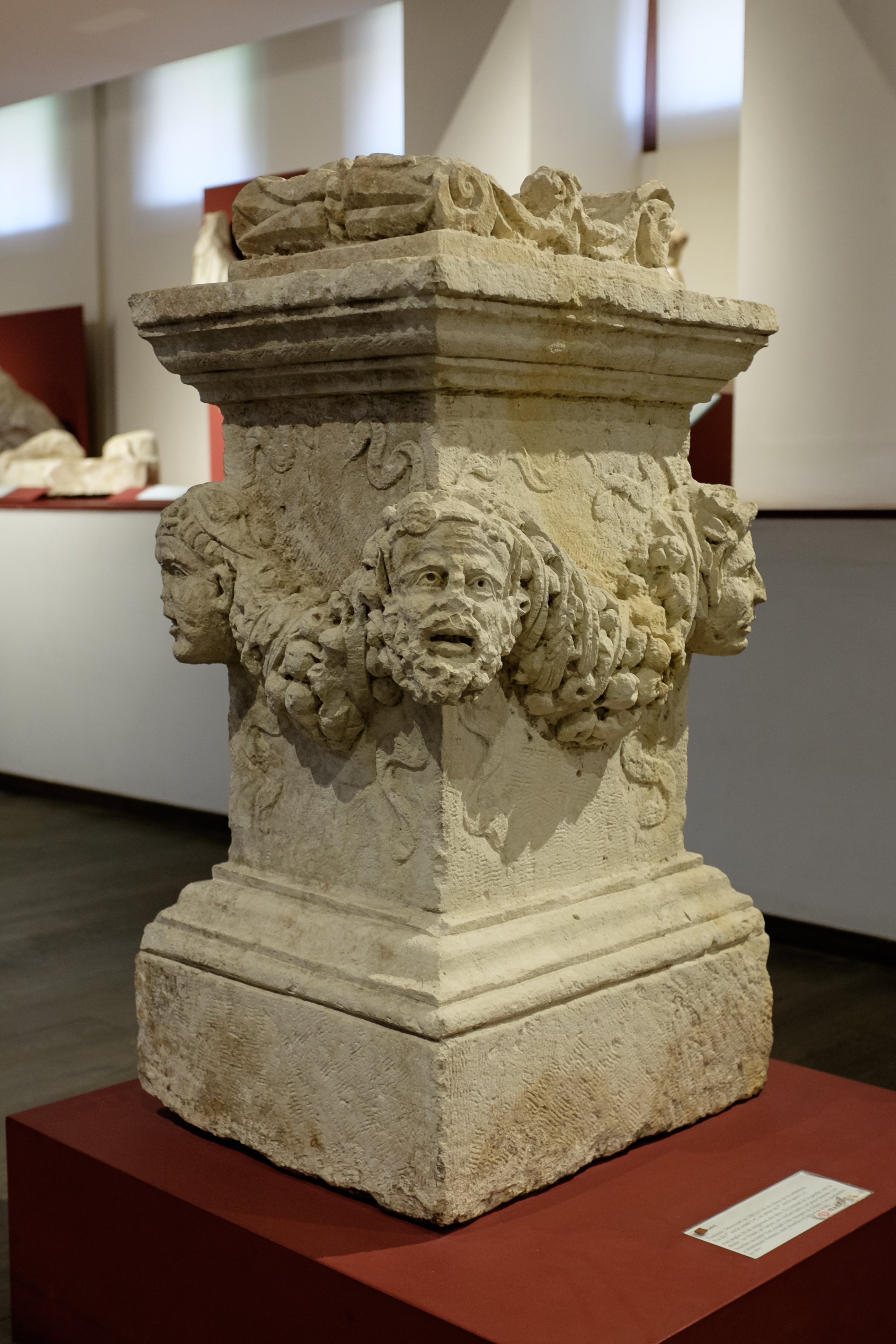
Autel de calcaire (Musée Saint-Raymond, Ier siècle).
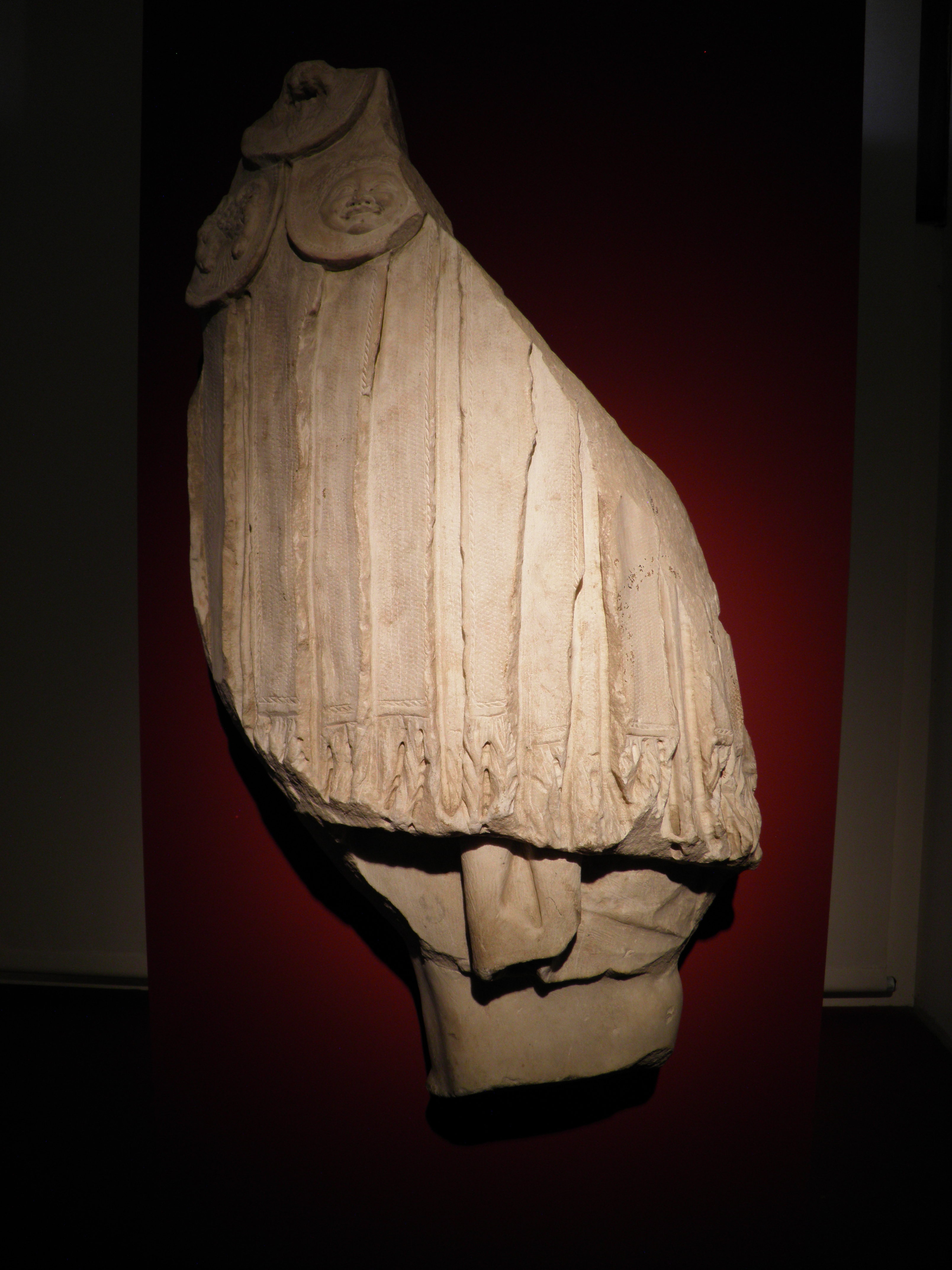
Morceau d'une statue cuirassée (Musée Saint-Raymond, Ier siècle).

### Moyen Âge
Au cours du VIe siècle, l'espace occupé se contracte, peut-être après la désorganisation qu'apporte le départ des Wisigoths. Le quartier s'organise autour du groupe cathédral, qui devient le point central : au nord se trouve une première église, dédiée au protomartyr Étienne, au sud une seconde église, dédiée à l'apôtre Jacques. Cette dédicace à l'apôtre Jacques est connue au milieu du IXe siècle, à l'époque du roi carolingien Charles le Chauve. La tradition attribue d'ailleurs la fondation de l'église à la générosité de Charlemagne, de retour d'un légendaire pèlerinage à Saint-Jacques-de-Compostelle en 815, mais un lien entre la dédicace de l'église, attestée au IXe siècle, et le développement du pèlerinage de Saint-Jacques-de-Compostelle, à partir du Xe siècle, ne peut pas être établi.
Au milieu du Moyen Âge, le quartier canonial a pris sa forme définitive entre le rempart de la ville à l'est, les rues de la Porte-Saint-Étienne et Riguepels au nord, le palais épiscopal à l'ouest et la rue Saint-Jacques au sud : cet espace, désigné comme le « cloître de Saint-Étienne », reste stable jusqu'à la fin du XVIIIe siècle. Au sud, une petite rue qui part de la rue Saint-Jacques permet de desservir le quartier des chanoines, d'où son nom de rue de la Chanoinie ou de la Chanoinerie (canongerita en occitan). Elle est fermée, du côté de la rue Saint-Jacques, par une porte qui ferme le cloître de Saint-Étienne la porte doit être fermée tous les soirs par les verguiers. La rue est orientée au nord et elle est bordée à l'est par des maisons appartenant à des chanoines, adossées au rempart de la ville, et à l'ouest par les dépendances de l'archevêché. La rue oblique ensuite à droite (sur le sol de l'actuel no 12), contourne l'église Saint-Jacques et débouche à l'angle sud-est du cloître Saint-Étienne,.
Le cloître lui-même (actuelle cour Sainte-Anne) est construit en deux séquences dans la première moitié du XIIe siècle, entre 1100 et 1105, probablement à l'initiative de l'évêque Isarn, puis entre 1120 et 1140. Vaste quadrilatère irrégulier de 45 mètres (nord-sud) sur 41 mètres (est-ouest), il est alors le plus grand cloître du Midi de la France, plus que celui de Moissac par exemple (41 mètres sur 37 mètres). Les galeries sont rythmées par les colonnes qui supportent des chapiteaux romans, dus pour certains à l'atelier de Moissac, pour d'autres à l'atelier du sculpteur toulousain Gilabertus, pour d'autres encore au même atelier que celui du portail occidental de l'église Saint-Sernin. À l'angle nord-ouest du cloître se trouve la fontaine, alimentée par les eaux de Guilheméry.

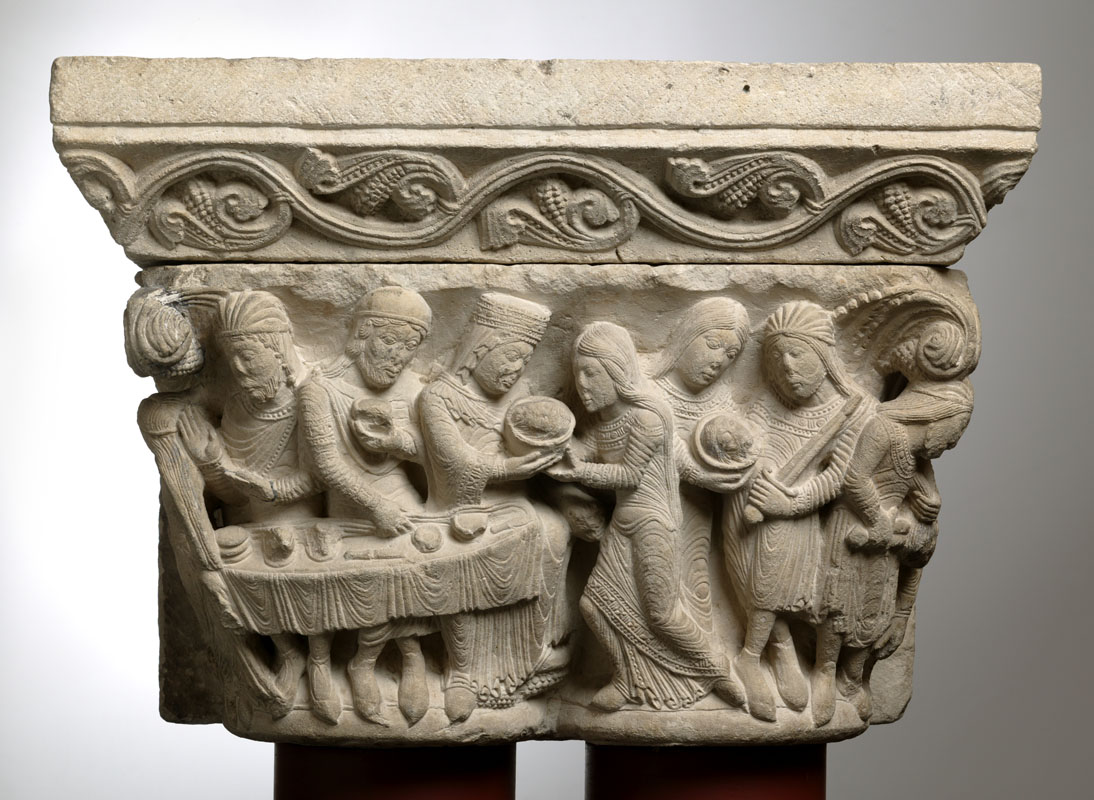
Chapiteau roman, La Mort de saint Jean-Baptiste (Gilabertus de Toulouse, Musée des Augustins, 1120-1140).
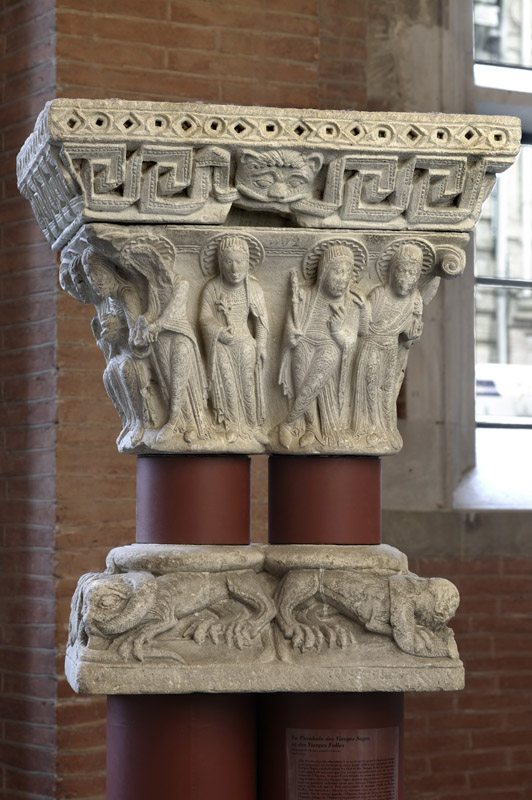
Chapiteau roman, Les Vierges sages et les vierges folles (Gilabertus de Toulouse, Musée des Augustins, 1120-1140).
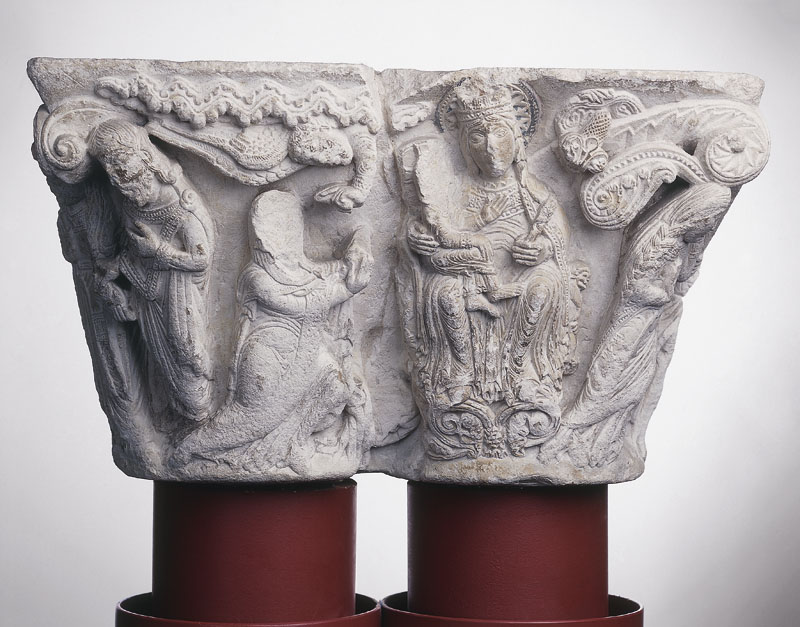
Chapiteau roman, La Légende de sainte Marie l’Égyptienne (anonyme, Musée des Augustins, 1120-1140).
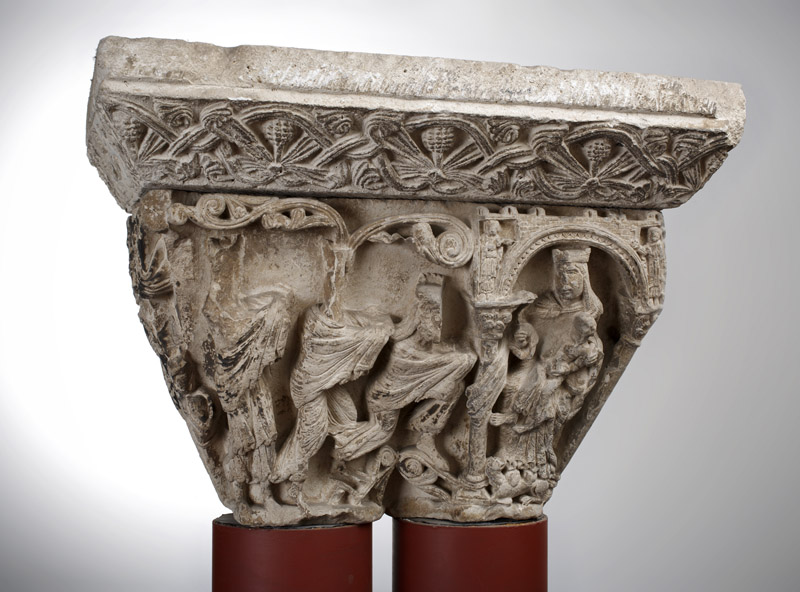
Chapiteau roman, L'Adoration des Mages  (anonyme, Musée des Augustins, 1120-1140).

À l'est du cloître, entre la galerie est et le rempart de la ville, se trouvent les bâtiments de la vie commune des chanoines (emplacement des no 20 à 24 bis rue Sainte-Anne), également construits dans la première moitié du XIIe siècle. Au sud, bordé par la rue de la Chanoinie, se trouve le bâtiment dit de la Chancellerie, car il accueille, à partir du XIIIe siècle, la chancellerie de l'université. On y trouvait peut-être, au XIIe siècle, l'école cathédrale. À l'ouest, bordé par la galerie est du cloître, se trouve la salle capitulaire. Elle est, comme les galeries du cloître, décorée par Gilabertus de Toulouse : l'emplacement de ces sculptures est inconnu, mais il est probable qu'elles se trouvaient sur le portail qui donnait accès au cloître. En arrière de la salle capitulaire se trouve une haute tour de 27 mètres, la tour des Archives.
À l'angle nord-est du cloître naît une rue qui longe la cathédrale Saint-Étienne au nord, le réfectoire et la cuisine au sud. Le réfectoire est une grande salle de 26 mètres de long et 9 mètres de large, et de 22 mètres de haut, dont le plafond est voûté. Il est fréquenté par les chanoines, mais dès la fin du XIIIe siècle, son accès est interdit à leurs familiers et ils l'abandonnent au profit de leurs propres maisons. La rue oblique ensuite au nord en contournant le chevet de la cathédrale. Elle borde les bâtiments de la boulangerie (emplacement de l'actuel no 26), occupée par le boulanger, artisan choisi par les chanoines. La rue reçoit ensuite à l'ouest une ruelle, plus tard dénommée rue des Cloches, qui longe le côté nord de la cathédrale. La rue forme ensuite une petite place allongée, bordée à l'est par les bâtiments de la prévôté. Elle s'ouvre sur la rue de la Porte-Saint-Étienne (actuelle partie est de la rue Riguepels) et la porte Saint-Étienne par une porte, placée sous la garde des verguiers,.

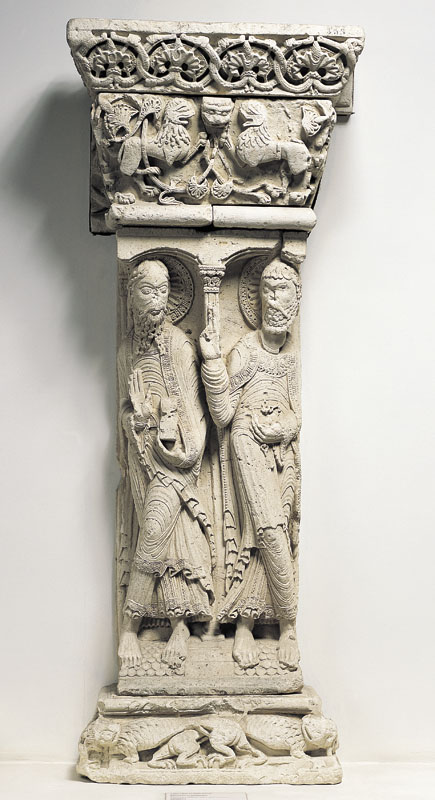
Pilier roman, Saint Pierre et saint Paul (Gilabertus de Toulouse, Musée des Augustins, 1120-1140).
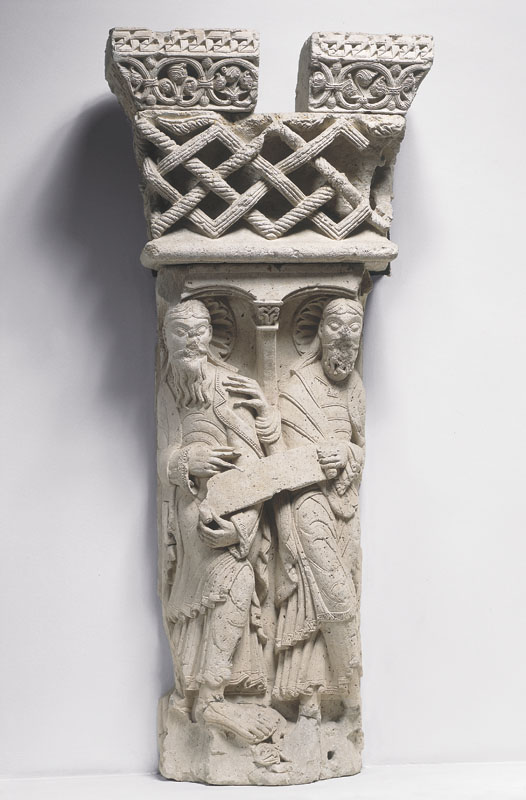
Pilier roman, apôtres indéterminés (Gilabertus de Toulouse, Musée des Augustins, 1120-1140).
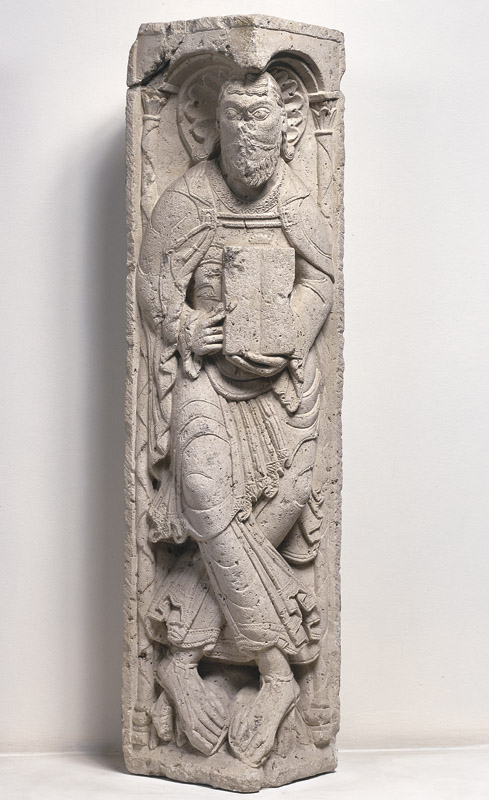
Pilier roman, apôtre indéterminé (Gilabertus de Toulouse, Musée des Augustins, 1120-1140).
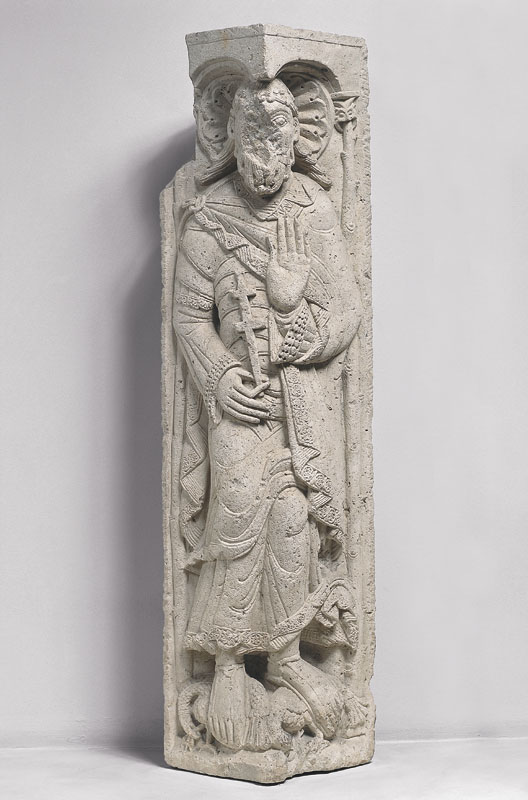
Pilier roman, Saint Jacques le Mineur (Gilabertus de Toulouse, Musée des Augustins, 1120-1140).
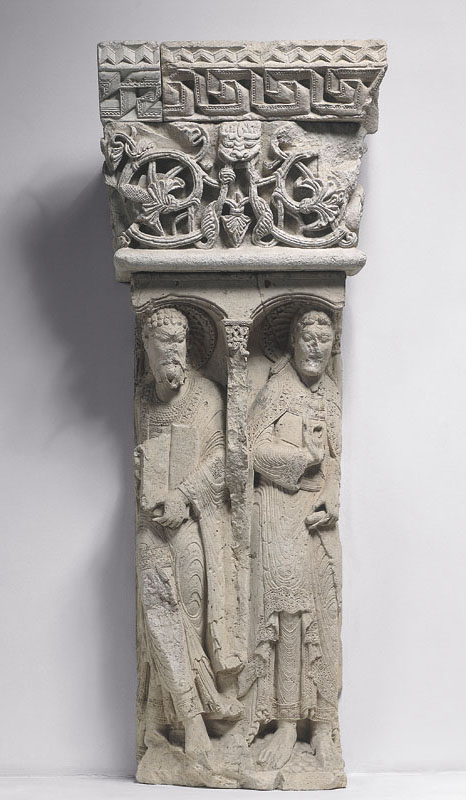
Pilier roman, apôtres indéterminés (Gilabertus de Toulouse, Musée des Augustins, 1120-1140).
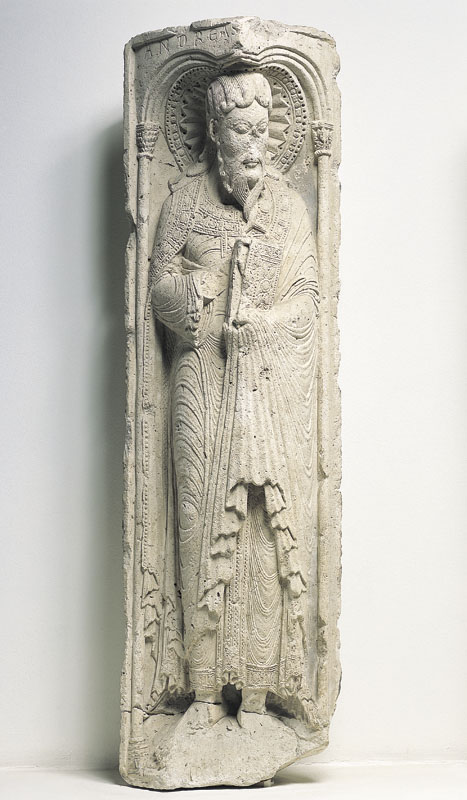
Pilier roman, Saint André (Gilabertus de Toulouse, Musée des Augustins, 1120-1140).
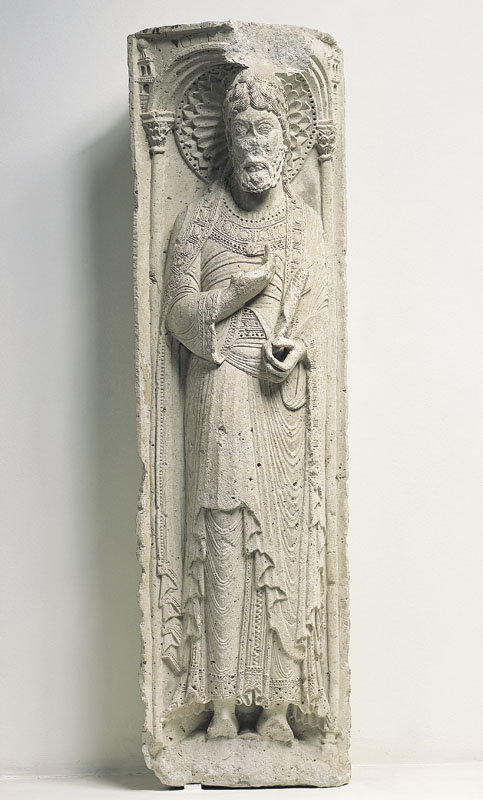
Pilier roman, Saint Thomas (Gilabertus de Toulouse, Musée des Augustins, 1120-1140).

Progressivement, l'église Saint-Jacques perd de son importance et les fonctions liturgiques sont regroupées dans l'église Saint-Étienne. Après 1245, elle est utilisée par l'université, puisque les licenciés et les docteurs y prennent leurs degrés. C'est également dans cette église que sont miraculeusement trouvées, à la fin du XVe siècle, des reliques de l'apôtre Jacques,.

### Période moderne
Au début du XVIe siècle, l'église Saint-Jacques est utilisée pour abriter des confréries religieuses. La confrérie Sainte-Anne passe un accord avec le chapitre de Saint-Étienne en 1491 afin de s'installer provisoirement dans les bâtiments du cloître. En 1500, elle s'installe dans la maison d'un chanoine, de la rue de la Chanoinie, avant d'aménager entre 1517 et 1534 une vaste chapelle le long du bas-côté sud de l'église. La confrérie, en pleine expansion, passe de 72 à 150 membres en 1542, et fait aménager une sacristie la même année. Les confrères participent d'ailleurs à l'entretien général de l'édifice. La confrérie Saint-Jacques est, quant à elle, établie en 1513, pour venir en aide aux pèlerins de Saint-Jacques. Les confrères occupent le chœur de l'église, transformé en chapelle à partir de 1516.
Au milieu du XVIe siècle, la fontaine du cloître est également déplacée sur la place Saint-Étienne.
En 1593, la prévôté est profondément reconstruite par le prévôt du chapitre, Jean Daffis (emplacement de l'actuel no 28) : c'est de cette période que datent les fenêtres à meneaux conservées et replacées au 2e étage de la cour intérieure de l'immeuble actuel. La prévôté est embellie à plusieurs reprises, en particulier par les prévôts Jean Cabreroles de Villespassans en 1712 et Guillaume Bétou en 1737. Mais c'est l'ensemble du quartier canonial qui continue à se développer, aussi bien au nord qu'au sud de la cathédrale. L'hôtel de Lamothe-Trilhe (actuel no 8) témoigne des évolutions des maisons canoniales entre le XVIe siècle, date de construction du rez-de-chaussée, le XVIIe siècle, où ont été ajoutés la galerie et le second corps de bâtiment, et le XVIIIe siècle, où de nouveaux réaménagement ont modifié l'édifice. Ces maisons possèdent parfois des bâtiments annexes, tels des granges ou des remises, comme en témoigne une petite bâtisse, louée au seigneur de Lamothe (actuel no 5, face au no 8).
La porte qui ferme la rue de la Chanoinie et celle qui ouvre sur la prévôté au nord sont régulièrement entretenues jusqu'à la fin du XVIIIe siècle, car elle protège physiquement et symboliquement le quartier des chanoines de Saint-Étienne.

### Époque contemporaine
La Révolution française bouleverse considérablement la vie religieuse en France et les répercussions sont particulièrement importantes pour les chanoines et le quartier canonial de Saint-Étienne. En 1790, les congrégations religieuses sont supprimées et les biens du clergé sont mis à la disposition de la Nation. Les scellés sont mis sur la cathédrale Saint-Étienne et l'église Saint-Jacques par les officiers municipaux en décembre 1790, tandis que les quelques bâtiments canoniaux sont vendus. Dès l'année suivante, les confrères de Sainte-Anne obtiennent cependant l'ouverture de la seule église Saint-Jacques pour leur usage. Mais le Concordat permet la réouverture de la cathédrale Saint-Étienne en 1802, et l'église Saint-Jacques est abandonnée.
Mais les destructions ont déjà commencé. En 1798, le cloître Saint-Étienne tombe en ruine : le rapport du géomètre Antoine Gasc témoigne des toitures effondrées des galeries sud et est, ainsi que de celles de la fontaine du cloître. La décision est prise de faire démolir le cloître, ce qui est fait en avril-mai 1799. Seules quelques chapiteaux et plusieurs inscriptions sont épargnées et envoyées au Musée du Midi de la République. On réclame au même moment le prolongement de la rue de la Chanoinie jusqu'à la cour de la prévôté. Aussi le décret impérial du 7 octobre 1809 ordonne la démolition de l'église Saint-Jacques et de la chancellerie, et le prolongement de la rue de la Chanoinie jusqu'au devant de la porte Saint-Étienne. Les travaux de démolition occupent l'année 1811. En 1813, la rue est nommée d'après Sainte-Anne, car une nouvelle chapelle est prévue à l'emplacement de l'église Saint-Jacques. Mais cette chapelle Sainte-Anne, qui doit son nom à la confrérie de Sainte-Anne, n'est élevée qu'après 1830,.

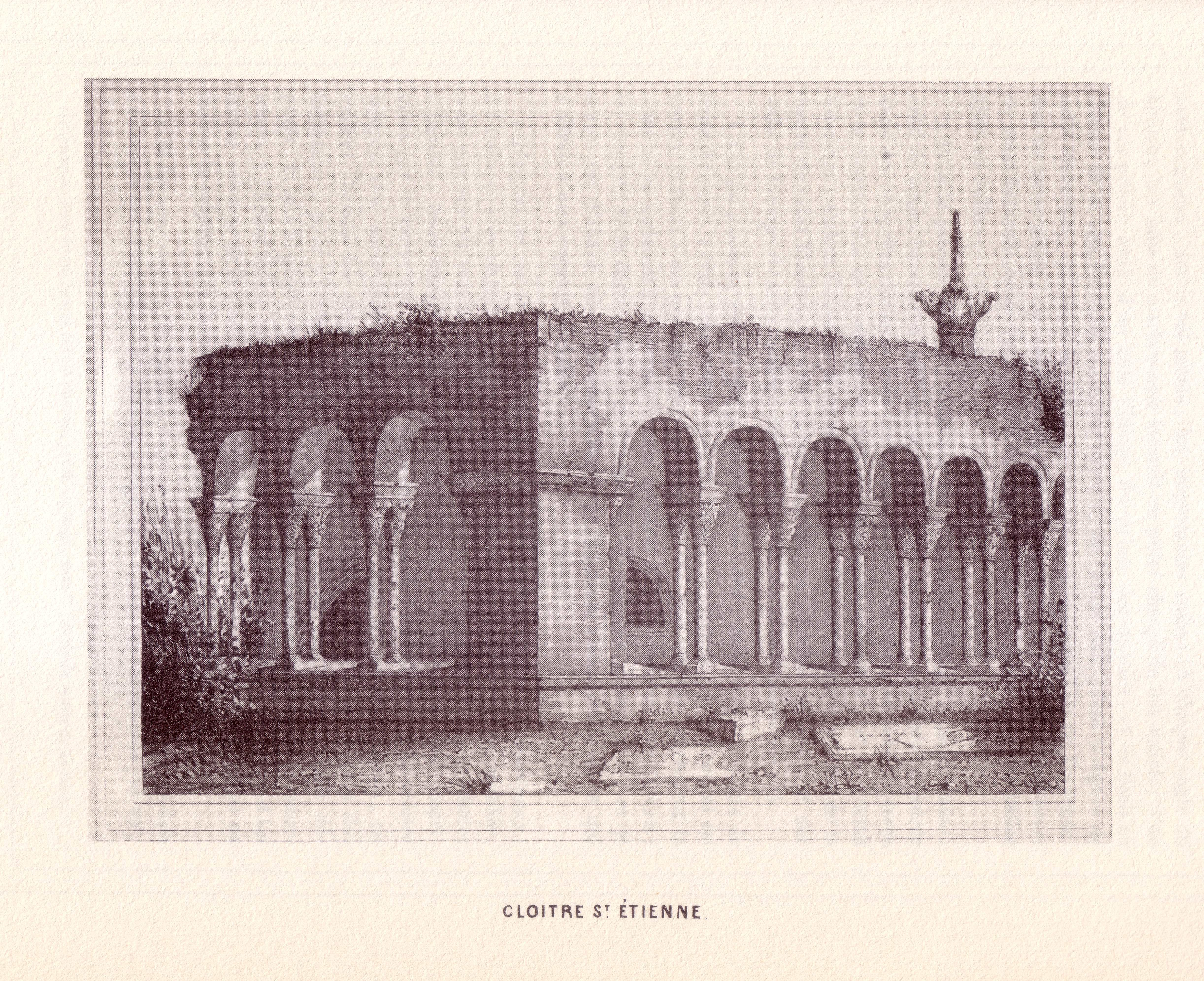
Cloitre St Etienne (par J. M. Cayla et Paul Cléobule, Toulouse monumentale et pittoresque).

Dans la partie sud de la rue Sainte-Anne sont édifiés de nouveaux immeubles, dont quelques hôtels particuliers.
Dans les années suivantes, c'est surtout au nord de la rue Sainte-Anne que les changements sont les plus notables. Après que la porte Saint-Étienne est démolie en 1826, la rue de la Porte-Saint-Étienne est élargie, avant 1847, jusqu'aux allées Saint-Étienne (actuelles allées François-Verdier), mais dans le même temps l'ancien tracé de cette rue est abandonné et bâti. En 1859, la prévôté est démolie à son tour. Après un échange de terrains avec les époux Bonnet, qui l'ont acquise l'année précédente, un immeuble nouveau est construit à son emplacement, tandis que la rue Bertrand-de-l'Isle, ont le projet de percement existait depuis 1830, est tracée entre la rue Sainte-Anne et les allées Saint-Étienne,.
Dans les dernières années du XIXe siècle, la rue est encore touchée par les travaux de réaménagement des voies de circulation. Dans les premières années du XXe siècle, la construction au sud de la rue de la Porte-Saint-Étienne (actuelle rue de Metz), pour le compte de la Société immobilière grenobloise toulousaine, d'un nouvel immeuble (actuel no 19 rue Riguepels et no 62 rue de Metz), permet de prolonger la rue Riguepels jusqu'à la rue Sainte-Anne, sur le tracé de l'ancienne rue de la Porte-Saint-Étienne.
En 1910, en creusant le sol de la cour Sainte-Anne sont découverts un sarcophage et des ossements provenant probablement de l'ancien cimetière de l'église Saint-Jacques.
À partir des années 1920, les projets de la cathédrale Saint-Étienne sont repris : il s'agit notamment d'achever la façade du transept nord et de donner à la cathédrale un nouveau portail monumental. Dans le même temps, il est prévu de dégager de l'espace au nord de la cathédrale afin de la mettre en valeur. Dans ce but, il est prévu d'abattre entièrement le moulon des Cloches, c'est-à-dire toutes les maisons qui se trouvent entre la place Saint-Étienne, la rue Riguepels, la rue Sainte-Anne et la rue des Cloches, et d'y aménager un jardin public. Entre 1925 et 1926, toutes les maisons du côté ouest de la rue Sainte-Anne, entre la cathédrale Saint-Étienne et la rue Riguepels sont donc abattues.
Entre 1989 et 1992, plusieurs fouilles archéologiques permettent de retrouver des traces de l'ancien quartier canonial au sud de la rue Sainte-Anne.

## Patrimoine et lieux d'intérêt

### Enclos cathédral
- no  11 : emplacement d'un temple romain (Ier siècle) ; emplacement de l'église Saint-Jacques ; chapelle Sainte-Anne (1830).
- no  15 : emplacement du cloître de Saint-Étienne (1re moitié du XIIe siècle) ; cour Sainte-Anne.  Inscrit MH (2021, chapelle et cour Sainte-Anne)[33].

### Hôtels particuliers et immeubles
- no  5 : remise ou grange. 
Cette remise, probablement construite au XVIIe siècle, est une dépendance de l'hôtel de Lamothe-Trilhe, qui se trouve en face. Le bâtiment est le témoin des remises et des granges qui étaient utilisées par les propriétaires des maisons du quartier canonial. Au rez-de-chaussée s'ouvre une grande porte cochère, la porte et la fenêtre voisines étant des percements postérieurs. Au 1er étage s'ouvre une grande fenêtre. L'élévation latérale sud est en corondage[34].

- no  6 : immeuble. 
L'immeuble actuel est une ancienne maison du quartier canonial, construite dans la deuxième moitié du XVIIIe siècle. L'édifice comprend un rez-de-chaussée surélevé, un étage et un niveau de comble, séparés par des cordons moulurés. Les fenêtres rectangulaires ont, au 1er étage, des lambrequins en fonte et des garde-corps du XIXe siècle, imitant les ferronneries du siècle précédent. L'élévation est couronnée par une large corniche[35].

- no  8 : hôtel de Lamothe-Trilhe.  Inscrit MH (2024, hôtel, ainsi que le rempart et le sol en totalité)[36]. 
L'hôtel particulier actuel s'appuie sur les constructions d'une maison canoniale du XVIe siècle, encore visibles au rez-de-chaussée. La galerie et le second corps de bâtiment datent du XVIIe siècle, avant que des réaménagements modifient encore l'édifice au XVIIIe siècle. La façade sur la rue Sainte-Anne, est typique des constructions classiques toulousaines. Large de trois travées, elle est composée de trois niveaux séparés par des cordons. Les fenêtres segmentaires ont un chambranle en brique qui se prolonge. L'élévation est couronnée par une large corniche moulurée. Le mur de clôture est percé d'une porte cochère surmonté d'une corniche[37].

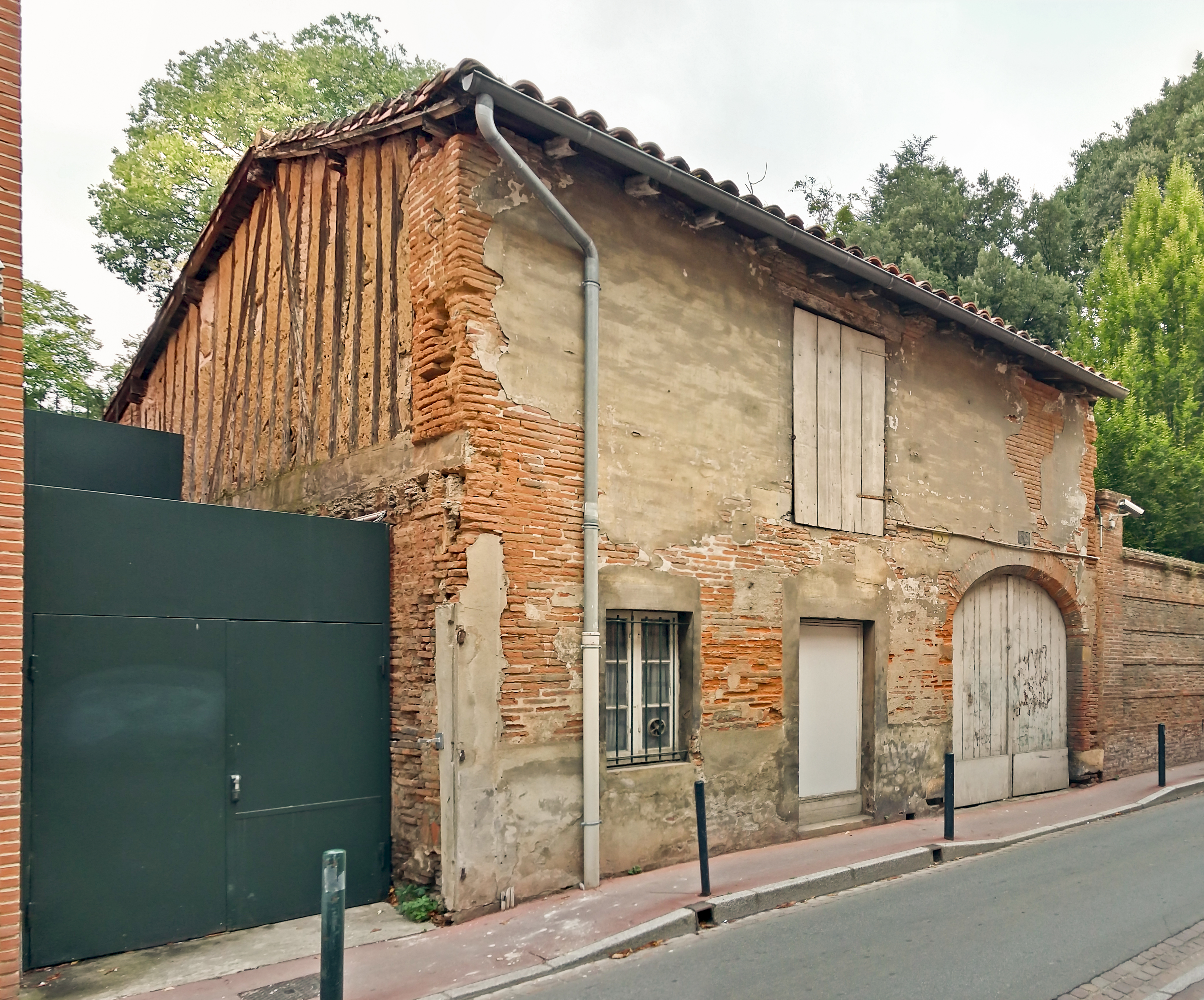
no 5 : ancienne remise ou grange de l'hôtel de Lamothe-Trilhe.
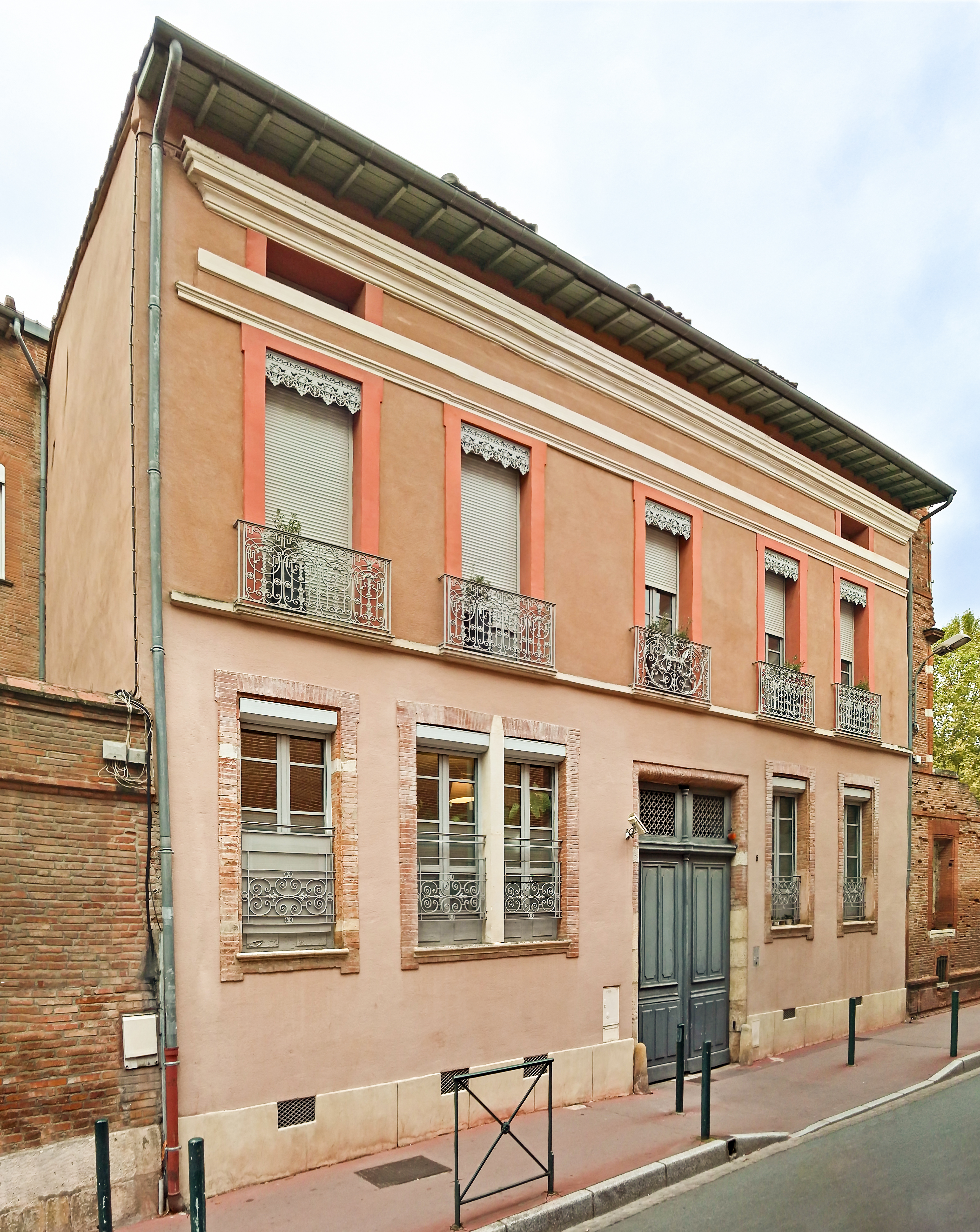
no 6 : immeuble.
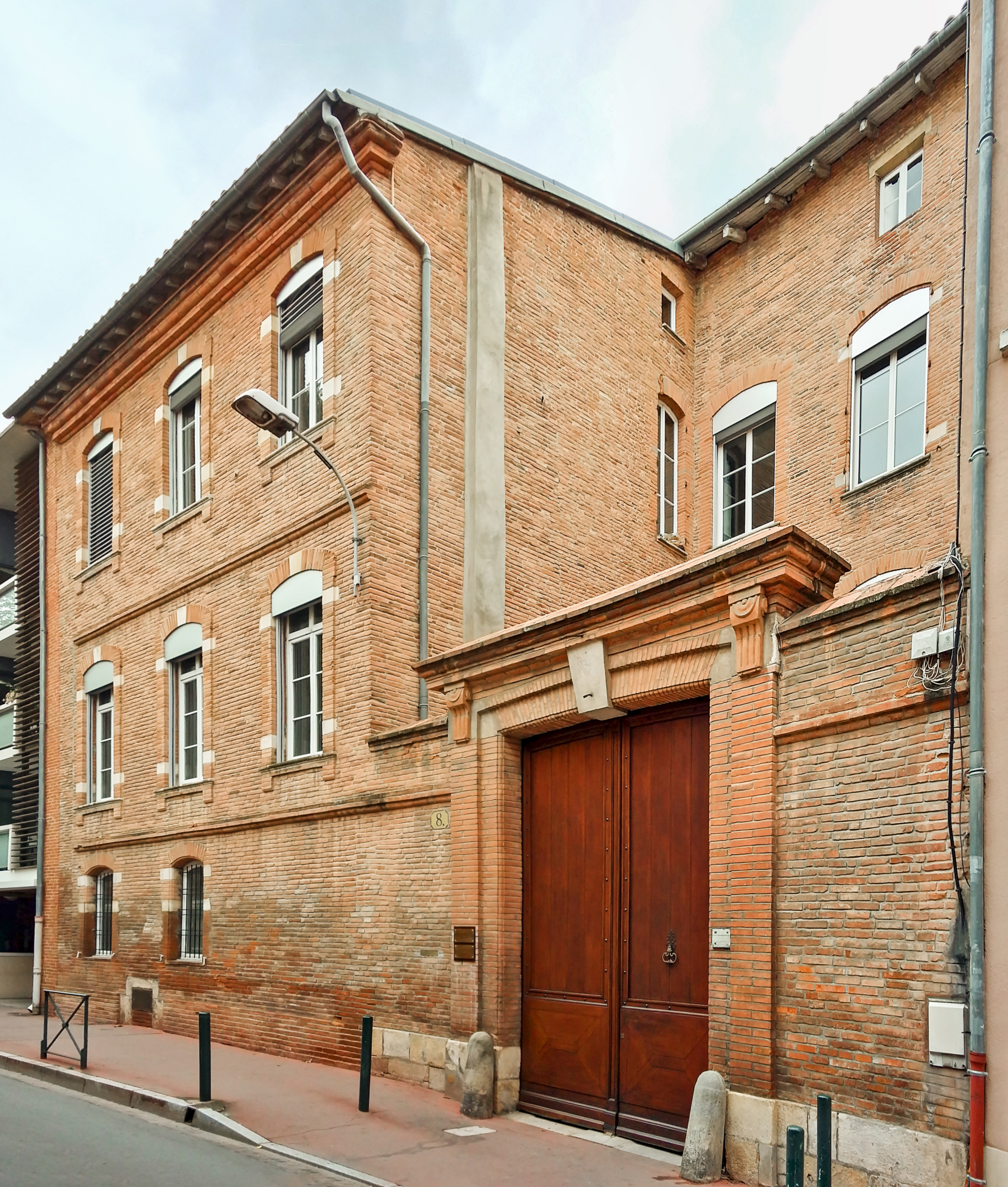
no 8 : façade sur rue de l'hôtel Lamothe-Trilhe.

- no  14 : hôtel de Champreux ; résidence du consul général d'Espagne. 
En 1864, Rodolphe de Champreux d'Altenbourg fait élever une clôture et des pavillons d'entrée sur la rue Sainte-Anne. Ils portent un décor de croisillons en briques rouges et claires. Ils sont couronnés par une frise d'antéfixes. L'hôtel lui-même est élevé à la fin du XIXe siècle, entre cour et jardin. L'élévation, symétrique, est longue de cinq travées, encadrées par deux avant-corps d'une seule travée. L'entresol est traité en bossages. Deux escaliers dotés de rampes en fonte permettent d'accéder au rez-de-chaussée surélevé et desservent deux portes, qui s'ouvrent dans la première et la dernière travée du corps central. La porte du côté droit est surmontée du blason de la famille de Champreux avec la couronne de marquis et supporté par deux lévriers, tandis que la porte du côté gauche est surmontée du blason de son épouse, Aurélie de Saint-Félix. Une marquise reposant sur des colonnes en fonte protège l'ensemble du rez-de-chaussée. Le 1er étage est percé de fenêtres dotées de balconnets en fonte. L'élévation est couronnée d'un corniche à modillons. Le toit est à longs pans brisés, éclairés par des œils-de-bœuf. L'hôtel est utilisé aujourd'hui comme résidence du consul général d'Espagne[38].

- no  16 : Consulat général d'Espagne. 
La maison actuelle est construite dans la première moitié du XIXe siècle, peu après le percement de la nouvelle rue Sainte-Anne, à l'emplacement d'anciennes maisons de chanoines. Elle est aujourd'hui occupée par le consulat général d'Espagne[39].

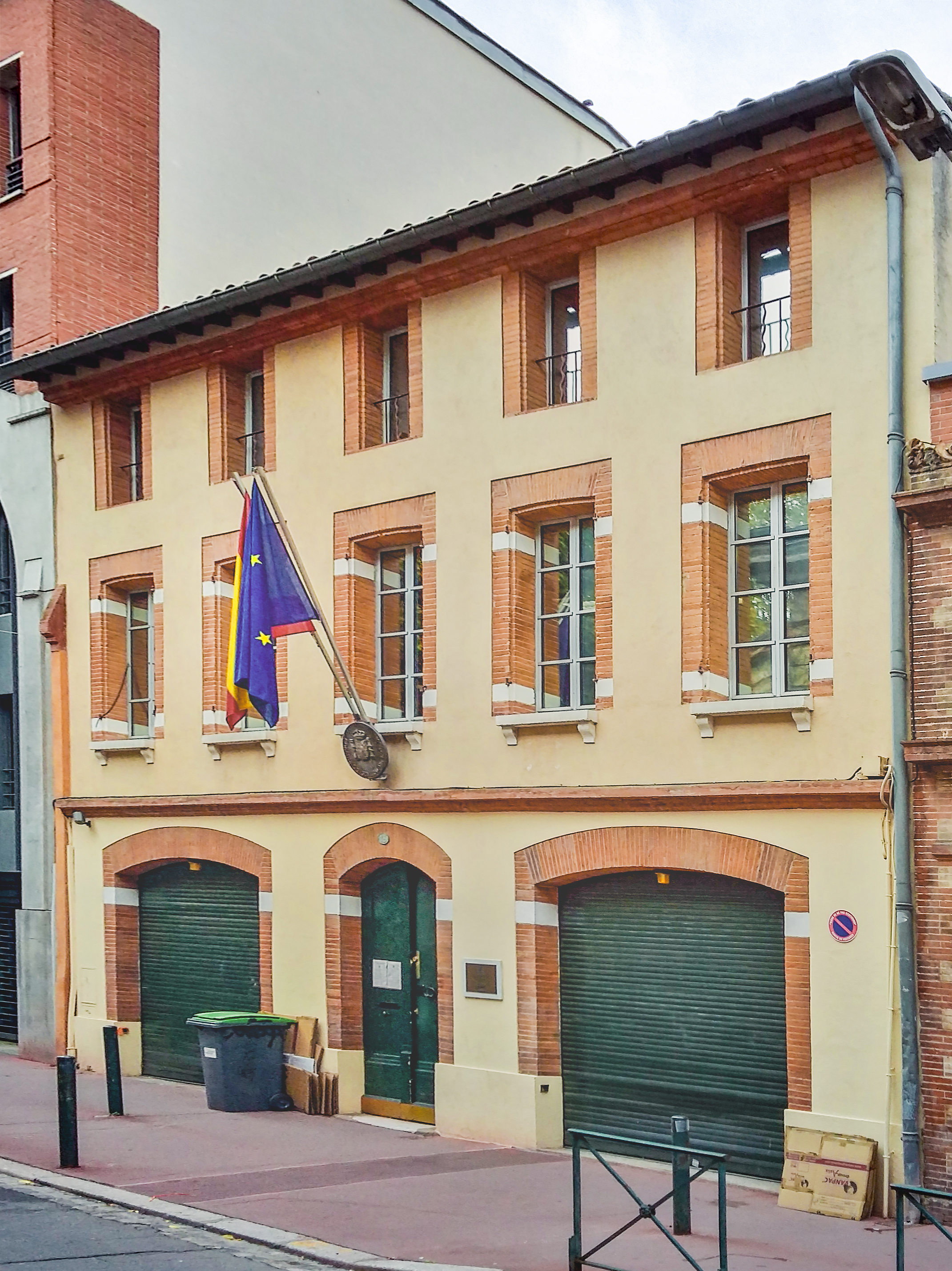
no 16 : Consulat général d'Espagne.

- no  22 : hôtel Bernet. 
L'édifice actuel, d'un style éclectique, est construit en 1874 par l'architecte Giraud Lapierre pour la famille Bernet, enrichie dans le commerce de tissus. L'édifice, construit en brique claire, présente une élévation symétrique qui se développe sur cinq niveaux : sous-sol, rez-de-chaussée aveugle, entresol et deux étages. Le rez-de-chaussée, traité en bossage, est percé de deux petites fenêtres latérales et d'une grande porte cochère, centrale, en plein cintre, dont la clé est sculptée d'un aigle tenant un cartouche. Elle est encadrée au niveau de l'entresol par deux statues de pierre, représentant David appuyé sur un tronc d'arbre et Cérès portant une serpe et une gerbe de blé. Les deux étages, également traités en bossage, sont réunis par des arcatures reposant sur des pilastres colossaux. Au 1er étage, les fenêtres rectangulaires ont des lambrequins et des garde-corps en fonte. Les deux fenêtres centrales sont réunies par un balcon, lui-même doté d'un garde-corps en fonte, qui représente un rinceau mêlant des personnages et des ornements géométriques. Les fenêtres du 2e étage ont des garde-corps aux motifs plus simples. L’élévation est couronnée par une puissante corniche à modillons. En fond de cour, le bâtiment prend appui sur la muraille antique[40].

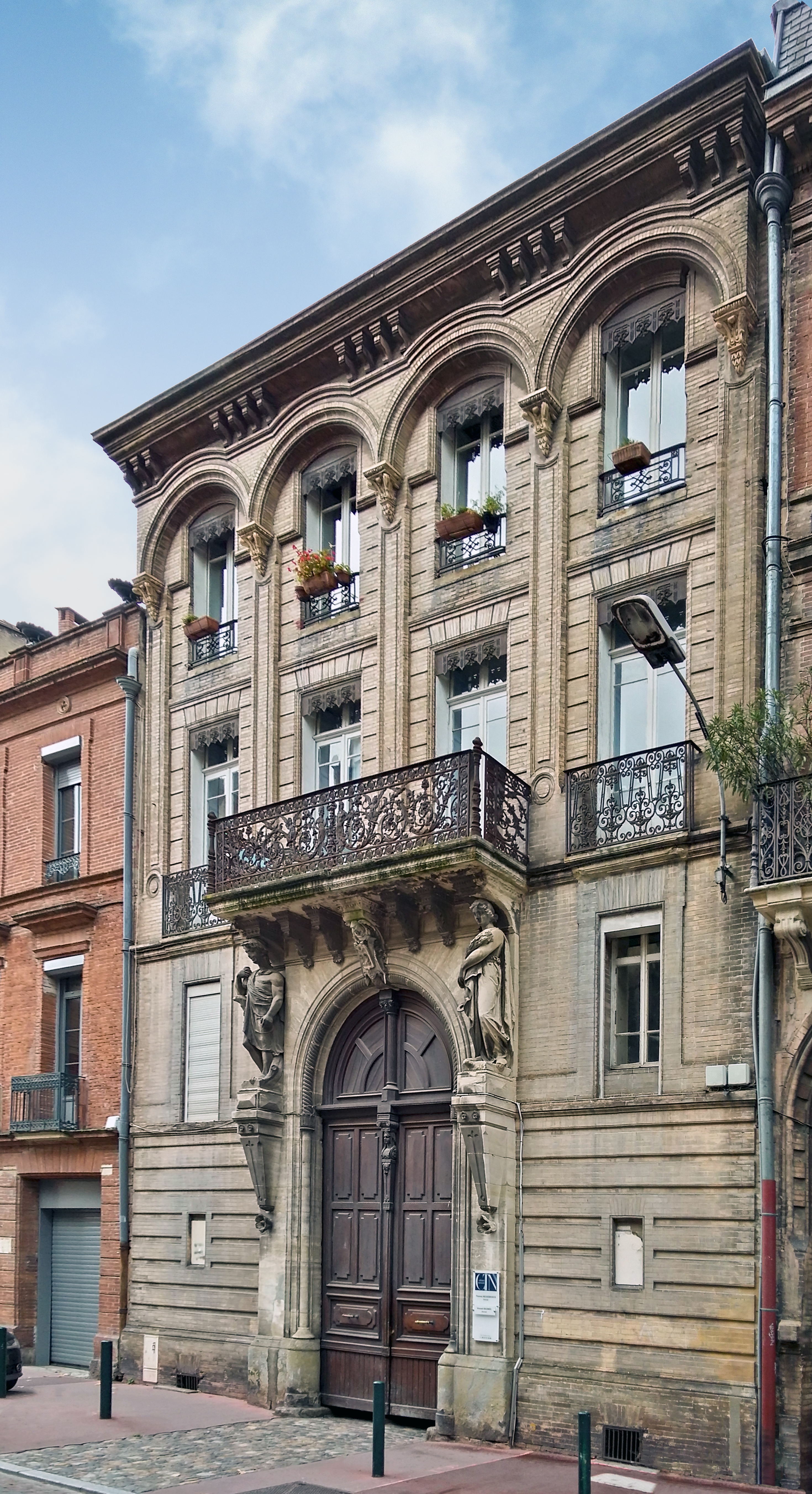
no 22 : façade de l'hôtel Bernet.
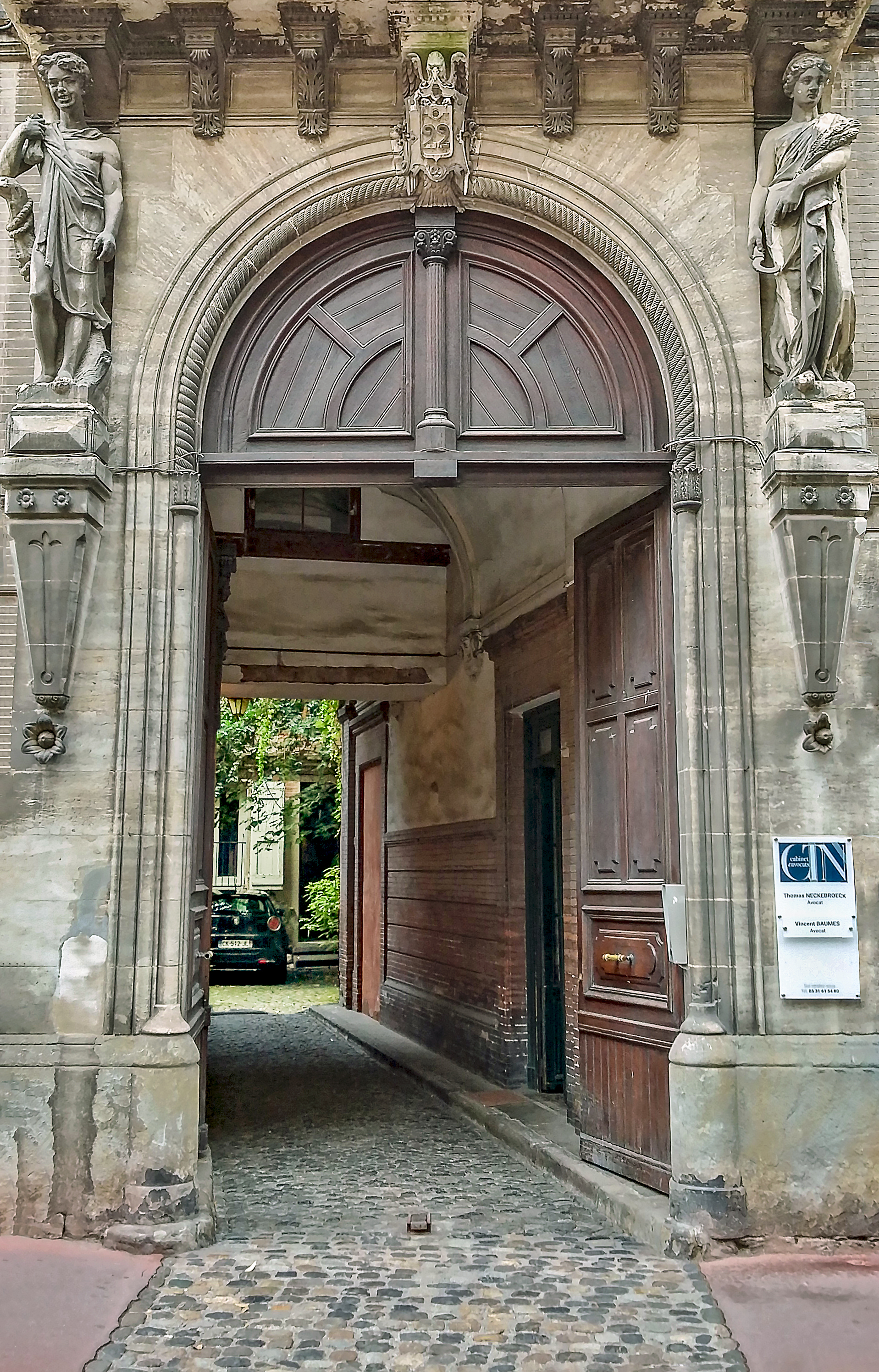
no 22 : le porche de l'hôtel Bernet.
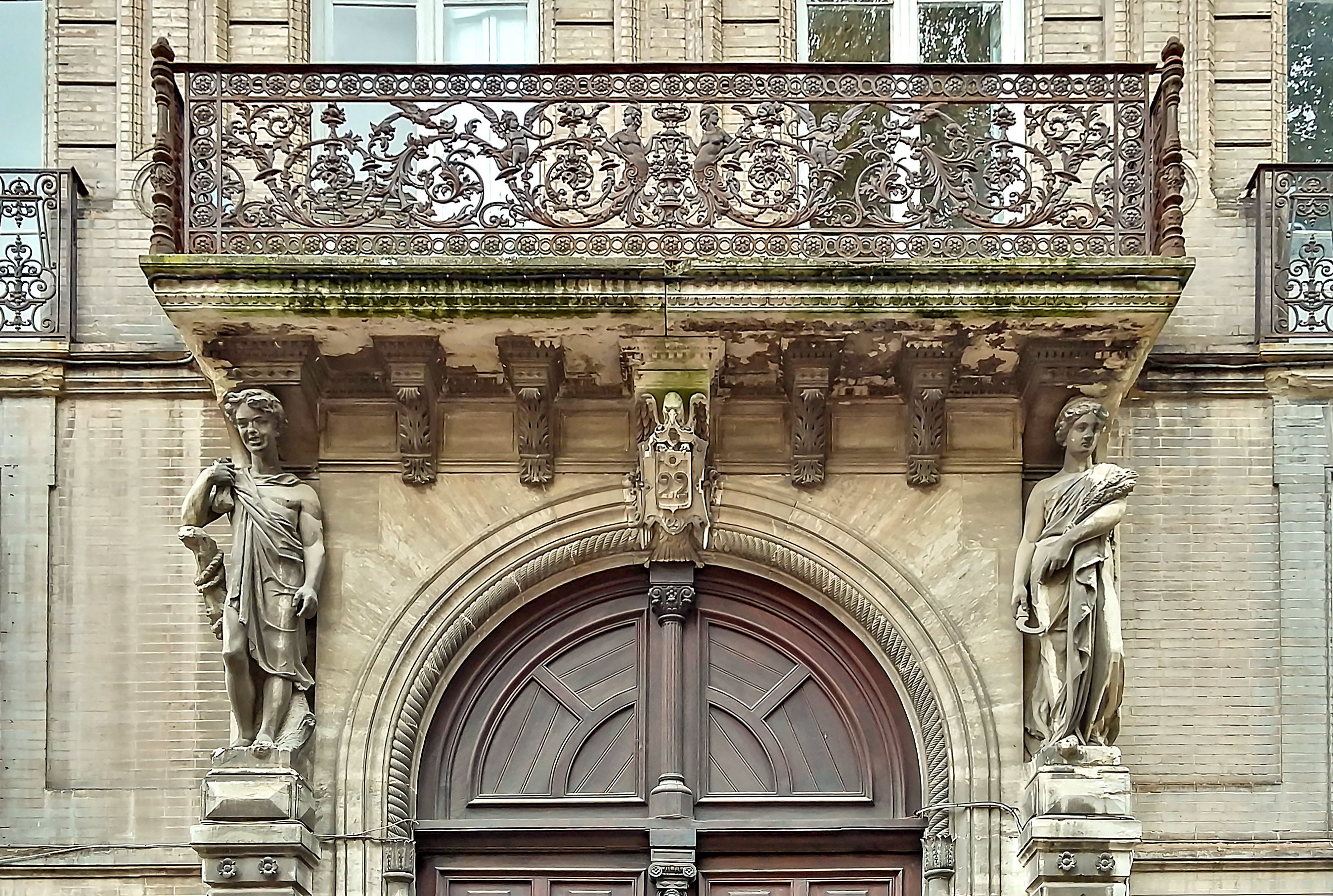
no 22 : détail du balcon et des sculptures.

- no  28 : immeuble Bonnet. 
L'immeuble actuel est construit en 1859 pour les époux Bonnet. Il s'élève à l'emplacement de l'ancienne prévôté du chapitre de Saint-Étienne, lors du réaménagement de la zone autour de l'ancienne porte Saint-Étienne, détruite depuis 1826. La prévôté avait construite au début du XIIe siècle, entre 1100 et 1140, pour le prévôt de la cathédrale. Le bâtiment avait été profondément remanié en 1593 par le prévôt Jean Daffis, et réaménagé aux siècles suivants. 
L'hôtel Bonnet est construit après un échange de parcelles entre la municipalité et les époux Bonnet en 1858. L'édifice est formé de quatre corps de bâtiments disposés autour d'une grande cour centrale. Il se développe sur cinq niveaux : un sous-sol, un rez-de-chaussée et trois étages. Des vestiges du rempart antique sont visibles dans le sous-sol. Les façades ne sont pas traitées de la même façon et celle de la rue Sainte-Anne, longue de 17 travées, est dépouillée de tout ornement. Dans la cour de l'immeuble sont visibles six fenêtres à meneaux, vestiges de l'ancienne prévôté. Une plaque, gravée d'une inscription en latin en 1712, en l'honneur du prévôt Jean Cabrerolles de Villespassans, et originellement située au-dessus de la porte de la chapelle de la prévôté, a été replacée sur la façade principale de la cour[41].

- carrefour de la rue Riguepels : emplacement de la porte Saint-Étienne.